# Topo Carrizalito
El Topo Carrizalito (10°20′51″N 67°16′21″O / 10.347435, -67.272607) es una formación de montaña ubicada al noreste de La Victoria y al sur de la Colonia Tovar, Venezuela. A 1695 m s. n. m. el Topo Carrizalito está entre las montañas más elevadas del municipio Ribas en el Estado Aragua. El Topo Carrizalito es la principal fila de la zon conocida como "cueva del perico" entre la ciudad de El Consejo y la Colonia Tovar.